# Nowy wspaniały świat
Nowy wspaniały świat (ang. Brave New World) – powieść Aldousa Huxleya napisana w 1931 roku, a wydana 1932. Jest to antyutopia, w konwencji science-fiction.

## Interpretacja powieści
Kanon fantastyki posłużył w niej Huxleyowi jako narzędzie do konfrontacji idei wolności z porządkiem, pragmatyzmu z fantazją, indywidualizmu z kulturą społeczności masowej. Tytuł dzieła nawiązuje do mowy Mirandy ze sztuki Williama Szekspira „Burza” (akt V scena I). Akcja toczy się w roku 2540 (632 AF - 'Po Fordzie' – według datowania przyjętego w książce). Powieść rozpoczyna się od wykładu w „Ośrodku Rozrodu i Warunkowania w Londynie Centralnym”, podczas którego grupa londyńskich studentów zapoznaje się z zasadami funkcjonowania Republiki Świata. 
Idee utopii ujęte zostały w trzech słowach przewodnich Republiki: 
- Wspólność – czego wyrazem jest zasada „każdy jest dla każdego”.
- Identyczność – upodobań i poglądów, a w niższych warstwach klasowego społeczeństwa Republiki także wyglądu, będąca efektem klonowania.
- Stabilność – wypływająca z zachowania wspólności i identyczności, osiągana ustawiczną kontrolą i tępieniem zachowań odbiegających od ustalonych norm.

Aby powyższe zasady wcielić w życie stosowano różne metody, najważniejszą z nich było warunkowanie genetyczne i psychologiczne całego społeczeństwa. Zgodnie z twierdzeniem: „Wszelkie warunkowanie zmierza do jednej rzeczy: do sprawienia, by ludzie polubili swe nieuniknione przeznaczenie społeczne”.
Na obrzeżach Nowego Świata znajdował się Rezerwat, w którym ludzie żyli według starych, „naturalnych” zasad, nie przyjmując nowego porządku. Jeden z bohaterów, John (Dzikus), wychowując się tam poznał ideę Boga, potrzebę indywidualności, prawo do przeżywania cierpienia i smak wolności myśli. Kiedy został sprowadzony do Londynu, odkrywał stopniowo, że ten cudowny świat nie jest taki, jak tego oczekiwał. Porównanie świata szekspirowskich namiętności pełnego tragedii, miłości i cierpienia, piękna i brzydoty ze światem uporządkowanym od chwili narodzin aż do śmierci, wypadło na niekorzyść dla nowego, wspaniałego świata, doprowadziło Dzikiego do ucieczki w samotność i pokutę. 
Huxley stworzył powieść o charakterze proroctwa i przestrogi, którą próbuje ostrzec ludzkość przed utopią przedkładającą trwałą szczęśliwość i wygodę nad wzloty i upadki w świecie pełnym emocji. Krytykowane wartości dostrzegał u podstaw ery przemysłowej. Stworzył zatem Republikę, w której rozwinął i przerysował je ukazując ich mechanistyczną naturę. Stąd w Republice niechęć do wszelkich przejawów starości, włączając w to starą literaturę, przedmioty codziennego użytku, idee i religię. Raz zepsutych rzeczy nie naprawiano, gdyż byłoby to działanie aspołeczne. Z tych samych powodów nieaprobowane były także gry i sport niewymagające skomplikowanego sprzętu. Tworzono doskonałych konsumentów o ustabilizowanych potrzebach.
Krytyka cywilizacji przemysłowej sięga dalej – Nowy Świat hoduje idealnych robotników. Warunkowani psychicznie, fizycznie i farmakologicznie do pełnienia określonej roli w społeczeństwie nie mają wygórowanych wymagań, są zadowoleni ze swojej pracy. Aby nie mieli wyższych potrzeb celowo obniża się ich poziom umysłowy dostosowując go do minimalnych wymagań mechanicznej, odtwórczej pracy. Stanowią idealną załogę: nie strajkują, nie żądają podwyżki, nie intrygują w celu uzyskania awansu. Kolejna dawka somy, narkotyku, na którego używanie wszyscy byli warunkowani, uśmierza ewentualne niepokoje, zgodnie z maksymą: „Gdy jednostka czuje, wspólnota szwankuje”.
Huxley położył na szalę wyboru wygodną szczęśliwość i wybitną twórczość, tę drugą kosztem spokoju zarówno duchowego, jak i społecznego jednostki. Z ideologii Republiki wyłania się niejako definicja ludzkiego szczęścia: „szczęśliwi ludzie to tacy, którzy nie są świadomi lepszych i większych możliwości, żyją we własnych światach odpowiednio skrojonych do ich predyspozycji”.
Huxley dokonał przeglądu swoich poglądów oraz prognoz zawartych w powieści, pisząc reportaże, które wydał w książce Nowy wspaniały świat – 30 lat później – Raport rozbieżności(pierwotnie wydana w Polsce pod tytułem Nowy wspaniały świat poprawiony).

## Główni bohaterowie
John: Jest jedyną postacią, która dorastała poza Państwem Świata. Prowadził wyobcowane życie w Rezerwacie Dzikich w Nowym Meksyku i nie jest w stanie dostosować się do społeczeństwa Państwa Świata. Ma głębokie przywiązanie do dzieł Szekspira.
Bernard Marx: Jest Alfa-mężczyzną, który jest wykluczony przez społeczeństwo z powodu swojej fizycznej budowy. Jego niezdolność do przystosowania się do społeczeństwa prowadzi do osobistego niezadowolenia i krytyki, która jednak wynika głównie z jego własnych rozczarowań.
Helmholtz Watson: Jest Alfa-nauczycielem i przyjacielem Bernarda. Czuje, że jego praca jest bezsensowna i pragnie stworzyć coś bardziej znaczącego. Jego krytyka Państwa Świata jest bardziej filozoficzna i intelektualna.
Lenina Crowne: Jest pracownicą ds. szczepień i obiektem pożądania różnych postaci. Zazwyczaj przestrzega norm społecznych, ale czasami je kwestionuje, a zwłaszcza wykazuje silne zainteresowanie Johnem.
Mustafa Mond: Jest Kontrolerem Świata dla Europy Zachodniej. Kiedyś zajmował się nauką, ale stał się postacią cenzurującą i tłumiącą nietypowe przekonania.
Fanny Crowne: Jest przyjaciółką Leniny i reprezentuje tradycyjne wartości społeczne.
Henry Foster: Jest jednym z kochanków Leniny i tradycyjnym Alfa-mężczyzną. Jego postawa irytuje Bernarda.
Linda: Jest matką Johna i Betą. Opuściła Państwo Świata i mieszkała w Rezerwacie Dzikich. Jej oderwanie od społeczeństwa czyni ją wykluczoną.
Dyrektor: Jest szefem Centrum Inkubacyjnego i Warunkującego w Londynie. Jest potężną postacią, ale jest bezbronny, ponieważ jest ojcem Johna.

## Podobieństwa do innych dzieł
Nowy wspaniały świat wykazuje pewne podobieństwa do dwóch polskich powieści - Miasto światłości (1924) i Podróż poślubna pana Hamiltona (1928), które napisał Mieczysław Smolarski. Polak zarzucał Huxleyowi plagiat, jednak ten nigdy mu nie odpowiedział.

## Nowy Wspaniały Świat w kulturze masowej
- Imię i nazwisko głównej bohaterki filmu Człowiek demolka – Leniny Huxley (Sandra Bullock), jest nawiązaniem do książki: imię pochodzi od głównej bohaterki - Leniny Crown, a nazwisko od autora powieści. Antyutopijny świat przyszłości pokazany w filmie stanowi również ponurą wizję „przyszłości doskonałej”.
- Do powieści odniósł się także brytyjski zespół heavymetalowy Iron Maiden w utworze Brave New World z płyty Brave New World[6]. W 1985 roku zespół New Model Army wydał singiel Brave New World. Tekst piosenki odnosił się do tzw. „yuppies”.
- Do powieści nawiązuje również tekst utworu Brave New World z płyty o tym samym tytule (1972 r.) zespołu hardrockowego I Drive.
- Fragmenty powieści można znaleźć w utworach „Intro” i „Outro” z albumu Soma 0,5 mg duetu Taconafide. Dekadencka wymowa całego albumu silnie nawiązuje do dzieła Aldousa Huxleya. Sama nazwa płyty zaczerpnięta jest od nazwy narkotyku używanego w książce.
- Jednym z bohaterów książki Janusza A. Zajdla "Paradyzja" jest Nikor Orley Huxwell, który w powieści jest autorem krótkiego opowiadania "Nowy, równie Wspaniały, ale o ileż tańszy Świat".
- Na kanwie dystopii opisanej w dziele Aldousa Huzleya oparto serial o tej samej nazwie co książka wyprodukowany (w 2020 roku) przez i znajdujący się na platformie streamingowej Netflix.